# Adolfo Prada
Adolfo Prada Vaquero (1883-1962) foi um oficial profissional do Exército Espanhol. Ele permaneceu fiel ao governo Republicano durante a Guerra Civil Espanhola. Em Dezembro de 1936, ele liderou uma divisão na Segunda Batalha da Via Corunha. Em Agosto de 1937 ele liderou um corpo de exército na Cantábria, e em 29 de Agosto ele foi nomeado comandante supremo do Exército Republicano do Norte (60.000 homens), substituindo o General Gámir. Ele tentou reorganizar as forças Republicanas e atirou em três comandantes de brigada para manter a disciplina. No entanto, ele não poude parar a ofensiva Nacionalista contra as Astúrias e em 18 de Outubro ele fugiu das Astúrias, a fim de evitar a captura pelos Nacionalistas. Em 7 de Novembro de 1937, ele foi nomeado comandante do recém-criado Exército da Andaluzia, cargo que ocupou até 14 de Março de 1938. Após o desastre da Batalha de Mérida, foi nomeado comandante do Exército da Estremadura em 31 de Julho de 1938, substituindo o Coronel Ricardo Burillo, que havia sido abruptamente demitido.
Em Março de 1939, apoiou o golpe de Casado e foi nomeado comandante do Exército do Centro. Em 28 de Março, ele rendeu-se aos Nacionalistas. Ele foi condenado à prisão. Ele foi libertado anos depois e morreu em Madrid em 1962.

## Trabalhos citados
- Thomas, Hugh (2001). The Spanish Civil War. Londres: Penguin Books. ISBN 978-0-14-101161-5